# Sauveur Ferrandis Seguí
Pour les articles homonymes, voir Saint Sauveur, Ferrandis et Seguí.
Sauveur Ferrandis Seguí, né le 25 mai 1880 et mort le 3 août 1936, ou Salvador Fernandis Segui, est un prêtre espagnol.
Il fut prêtre à Lucenz, avec François Bandres Sanchez, prêtre salésien à Barcelone, Alphonse Lopez Lopez, prêtre à Samalus, et Michel Remon Salvador, laïc à Semalus, bienheureux martyrs de la guerre civile d'Espagne ; fêtés le 3 août.
Il a été béatifié par Jean-Paul II le 11 mars 2001.